# Трифениларсандихлорид
Трифениларсандихлорид — арсеноорганическое соединение с формулой Ph3AsCl2,
бесцветные кристаллы.

## Получение
- Реакция трифениларсина и сульфурилхлорида в толуоле:

{\displaystyle {\ce {Ph3As + SO2Cl2 -> Ph3AsCl2 + SO2 ^}}}
- Пропускание хлора через раствор трифениларсина в тетрахлорметане:

{\displaystyle {\ce {Ph3As + Cl2 -> Ph3AsCl2}}}

## Физические свойства
Трифениларсандихлорид образует бесцветные кристаллы.